# Liste der Kulturdenkmale in Veilsdorf
Die Liste der Kulturdenkmale in Veilsdorf umfasst die als Ensembles, Einzeldenkmale und Bodendenkmale erfassten Kulturdenkmale in der thüringischen Gemeinde Veilsdorf und ihrer Ortsteile (Stand: 11. Februar 2025).
Die Angaben in der Liste ersetzen nicht die rechtsverbindliche Auskunft der zuständigen Denkmalschutzbehörde.

## Legende
- Bild: zeigt ein Bild des Kulturdenkmals und gegebenenfalls einen Link zu weiteren Fotos des Kulturdenkmals im Medienarchiv Wikimedia Commons
- Bezeichnung: Name, Bezeichnung oder die Art des Kulturdenkmals
- Lage: Wenn vorhanden Straßenname und Hausnummer des Kulturdenkmals; Grundsortierung der Liste erfolgt nach dieser Adresse. Der Link Karte führt zu verschiedenen Kartendarstellungen und nennt die Koordinaten des Kulturdenkmals.
 Kartenansicht, um Koordinaten zu setzen – in dieser Kartenansicht sind Kulturdenkmale ohne Koordinaten mit einem roten bzw. orangen Marker dargestellt und können in der Karte gesetzt werden. Kulturdenkmale ohne Bild sind mit einem blauen bzw. roten Marker gekennzeichnet, Kulturdenkmale mit Bild mit einem grünen bzw. orangen Marker.
- Datierung: gibt das Jahr der Fertigstellung beziehungsweise das Datum der Erstnennung oder den Zeitraum der Errichtung an
- Beschreibung: bauliche und geschichtliche Einzelheiten des Kulturdenkmals, vorzugsweise die Denkmaleigenschaften
- ID: Die ID identifiziert das Kulturdenkmal eindeutig. In Thüringen sind aktuell keine IDs veröffentlicht. In der ID-Spalte kann sich auch folgendes Icon  befinden, dies führt zu Angaben zu diesem Kulturdenkmal bei Wikidata.

## Ensemble

### Veilsdorf
| Bild | Bezeichnung                                              | Lage                                                                                    | Datierung | Beschreibung | ID |
| ---- | -------------------------------------------------------- | --------------------------------------------------------------------------------------- | --------- | ------------ | -- |
| BW   | Ev. Kirche, Pfarrhof, Alte Schule, Allee und Freiflächen | Kirchgasse 2, 4; Nach Wildenrod 3, 268 Flurstück(e) 2/3, 40/2, 40/4, 40/5, 40/6 (Karte) |           |              |    |

## Einzeldenkmale

### Goßmannsrod
| Bild                                    | Bezeichnung                                                          | Lage                                          | Datierung | Beschreibung | ID |
| --------------------------------------- | -------------------------------------------------------------------- | --------------------------------------------- | --------- | --- | -- |
| Fotos hochladen                         | Brücke                                                               | Harraser Straße o. Nr. über die Weißa (Karte) |           | |    |
| weitere Bilder Fotos hochladen          | Friedhofskapelle mit Ausstattung, Gefallenendenkmal und Friedhofstor | Harraser Straße o. Nr. (Karte)                |           | |    |
| Direkt Bild zu diesem Denkmal hochladen | Grabmal und Gedenkstätte / Ruhe- und Gedenkstätte Albin Fischer      | Koordinaten fehlen! Hilf mit.                 |           | Der Gedenkstein von 1984 mit der Inschrift: Zum Gedenken / an den Antifaschisten / Albin Fischer / geboren 1889 / ermordet 1944 / im KZ Ravensbrück wurde 1992 oder 1993 entfernt, nachdem er durch Unbekannte geschändet worden war. |    |

### Heßberg
| Bild                           | Bezeichnung                           | Lage                                           | Datierung | Beschreibung    | ID |
| ------------------------------ | ------------------------------------- | ---------------------------------------------- | --------- | --------------- | -- |
| weitere Bilder Fotos hochladen | Evangelische Kirche St. Ägidien       | Schulstraße o. Nr. (Karte)                     |           | mit Ausstattung |    |
| Fotos hochladen                | Pfarrhof                              | Schulstraße 28 Flurstück(e) 56, 57, 58 (Karte) |           |                 |    |
| Fotos hochladen                | Schloss                               | Schulstraße 46 (Karte)                         |           |                 |    |
| Fotos hochladen                | Grabstätte / Grabmal Auguste Grießing | Weitersrodaer Straße o. Nr. (Karte)            |           |                 |    |
| Fotos hochladen                | Grabstätte / Grabmal Julius Grießing  | Weitersrodaer Straße o. Nr. (Karte)            |           |                 |    |

### Kloster Veilsdorf
| Bild                                    | Bezeichnung                                                        | Lage                                   | Datierung | Beschreibung | ID |
| --------------------------------------- | ------------------------------------------------------------------ | -------------------------------------- | --------- | ------------ | -- |
| Direkt Bild zu diesem Denkmal hochladen | Fabrikgebäude der Porzellanwerke Kloster Veilsdorf, Gebäude Nr. 11 | Fabrikstraße o. Nr.                    |           |              |    |
| Fotos hochladen                         | Forsthaus mit Nebengebäude                                         | Hauptweg 12a Flurstück(e) 41/9 (Karte) |           |              |    |
| weitere Bilder Fotos hochladen          | Ehemaliges Benediktinerkloster St. Michelsberg                     | (Karte)                                |           |              |    |

### Schackendorf
| Bild                           | Bezeichnung | Lage                                                                                | Datierung | Beschreibung | ID |
| ------------------------------ | ----------- | ----------------------------------------------------------------------------------- | --------- | ------------ | -- |
| Fotos hochladen                | Mühle       | Veilsdorfer Straße 1 Flurstück(e) 1/4, 1/5, 202/7, 203/2 (Karte)                    |           |              |    |
| Fotos hochladen                | Brunnen     | (B 89) nördliche Straßenseite Flurstück(e) 72/4 (Karte)                             |           |              |    |
| weitere Bilder Fotos hochladen | Brücke      | westlich der Ortslage, im Verlauf der B 89, Abschnitt 025, Kilometer 00,205 (Karte) |           |              |    |

### Veilsdorf
| Bild                           | Bezeichnung                                      | Lage                                                                                    | Datierung | Beschreibung    | ID |
| ------------------------------ | ------------------------------------------------ | --------------------------------------------------------------------------------------- | --------- | --------------- | -- |
| weitere Bilder Fotos hochladen | Gefallenendenkmal                                | Bei der Marter Flurstück(e) 1330/2 (Karte)                                              |           |                 |    |
| weitere Bilder Fotos hochladen | Evangelische Kirche St. Trinitatis               | Kirchgasse 2 Flurstück(e) 2/3 auch im ENS Kirche, Pfarrhaus, Schule, Freifläche (Karte) |           | mit Ausstattung |    |
| weitere Bilder Fotos hochladen | Evangelisch-lutherische Friedhofskirche St. Veit | Mahnberg Flurstück(e) 625/1 (Karte)                                                     |           | mit Ausstattung |    |

## Bodendenkmale

### Goßmannsrod
| Bild                                    | Bezeichnung      | Lage                                                                                      | Datierung | Beschreibung | ID |
| --------------------------------------- | ---------------- | ----------------------------------------------------------------------------------------- | --------- | ------------ | -- |
| Fotos hochladen                         | Kreuzstein       | an der Straße zwischen Goßmannsrod und Harras an einem Hohlweg Flurstück(e) 957/4 (Karte) |           |              |    |
| Direkt Bild zu diesem Denkmal hochladen | ehem. Wasserburg | südwestliche Ortslage, nö des Zusammenflusses von Brünn und Weißa Flurstück(e) 134/4      |           |              |    |

### Veilsdorf
| Bild                                    | Bezeichnung              | Lage | Datierung | Beschreibung | ID |
| --------------------------------------- | ------------------------ | --- | --------- | ------------ | -- |
| Direkt Bild zu diesem Denkmal hochladen | Burganlage ‚Trigelsburg‘ | auf kleinem Bergsporn südöstlich vom Ort Flurstück(e) 1320                                                |           |              |    |
| Fotos hochladen                         | Steinkreuz ‚Marter‘      | Grünstreifen vor Dr.-Moritz-Mitzenheim-Str. 202/111, Straße Rtg. Schackendorf Flurstück(e) 1340/4 (Karte) |           |              |    |